# Adelheid Dietrich

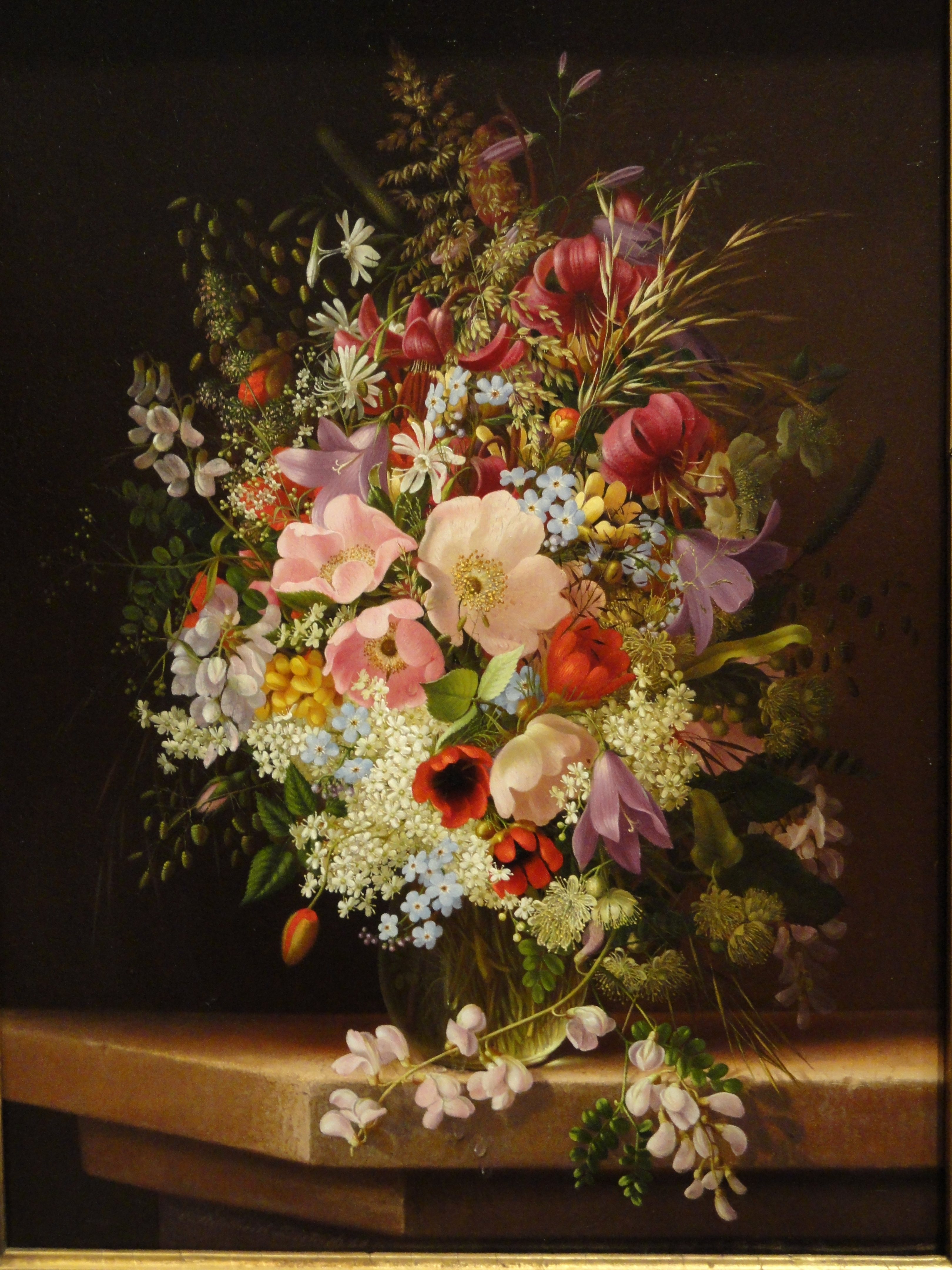
Adelheid Dietrich: Blumenstillleben, 1868, National Gallery of Art, Washington D.C.

Adelheid Dietrich (* 13. Oktober 1827 in Wittenberg; † 2. April 1891 in Erfurt) war eine deutsche Blumenmalerin.
Sie war Tochter und Schülerin des Malers Eduard Dietrich (1803–1877). Ihre Bilder im Stil der niederländischen Blumenmalerei des 17. Jahrhunderts zeichnen sich durch eine außerordentliche Präzision aus. Sie stellte ihre Bilder 1847 in Dresden aus, später auch in Berlin, Bremen und Kassel. Etwa 50 ihrer Werke sind erhalten.